# Чечулин, Александр Сергеевич
Александр Сергеевич Чечу́лин (20 июня 1924, Москва — 26 ноября 1973, Москва) — русский учёный-физиолог и организатор науки, доктор медицинских наук. Сын С. И. Чечулина.
В 1950 закончил 1-й Московский медицинский институт и в 1953 возглавил созданную его отцом Центральную научно-исследовательскую лабораторию (ЦНИЛ), к-рой руководил до последнего дня жизни. Прославился работами в области экспериментальной патологии: моделирования патологических процессов желудочно-кишечного тракта, сердечно-сосудистой системы, органов дыхания, нарушений регуляции вегетативной функции и др. Особенно значительны его работы, посвященные изучению закономерностей механической секреции желудка. В этой области он продолжил исследования отца, впервые установившего действенность механического фактора как возбудителя желудочной секреции. Много сделал для создания подобных лабораторий при крупнейших мед. ин-тах страны, возглавлял проблемную комиссию по ЦНИЛ при Министерстве здравоохранения СССР. Совместно с В. А. Галкиным сделал открытие «Явление кристаллизации билирубина в ненасыщенном растворе желчи млекопитающих (эффект Галкина — Чечулина)», которое занесено в Государственный реестр открытий СССР под № 394 с приоритетом от 1957 г. Автор более 90 научных трудов.
Похоронен на Новодевичьем кладбище в Москве (рядом с отцом).